# كيوميتسو كوهارا
كيوميتسو كوهارا (باليابانية: 小針 清允) (12 يونيو 1977 في إيتاباشي في اليابان – )؛ هو لاعب كرة قدم ياباني سابق كان يلعب كحارس مرمى.

## وصلات خارجية
- كيوميتسو كوهارا على موقع الاتحاد الدولي (مؤرشف)  (الإنجليزية)
- كيوميتسو كوهارا على موقع رابطة كرة القدم اليابانية للمحترفين (اليابانية)
- كيوميتسو كوهارا على موقع قاعدة بيانات كرة القدم.إي يو (الإنجليزية)
- كيوميتسو كوهارا على موقع Soccerway.com (الإنجليزية)
- كيوميتسو كوهارا على موقع عالم كرة القدم.نت (الإنجليزية)